# Юдин, Иван Данилович

Памятник в Кезе

И. Д. Юдин на стеле Героев в Кезе

Ива́н Дани́лович Ю́дин (9 [22] августа 1909 года — 24 февраля 1945 года) — участник Великой Отечественной войны, командир орудия 1248-го истребительно-противотанкового артиллерийского полка РГК 12-й армии Юго-Западного фронта, Герой Советского Союза, сержант.

## Биография
Родился в деревне Подкино Оханского уезда Пермской губернии в семье крестьянина. Русский. Окончил 4 класса. С 1931 года работал плотником на Сивинском льнозаводе, затем, после окончания в 1940 году курсов механиков паровых машин льнозаводов в Ленинграде, работал на льнозаводе в посёлке Кез Удмуртской АССР.
Призван в армию Кезским райвоенкоматом 9 мая 1942 года. В действующей армии с января 1943 года. Воевал на Сталинградском, Юго-Западном, 3-м и 1-м Украинских фронтах.
При форсировании Днепра в районе села Губенское (Вольнянский район Запорожской области, Украина) бойцы под его командованием переправились на западный берег на пароме. Когда он дошёл до отмели, бойцы в ледяной воде на руках перетащили орудие и боеприпасы на сушу. Втащив пушку на отвесный берег, открыли огонь по пехоте и танкам противника, отразив за день 10 атак, а на следующий день — 12, подбив танк и несколько автомашин врага. Сержант Юдин был дважды ранен, но не покинул поле боя и продолжал командовать орудием.
Через несколько дней расчёт Юдина был отозван на правый берег для поддержания огнём форсирования реки в районе плотины Днепрогэса.
Там он вторично форсировал Днепр и открыл огонь прямой наводкой, обеспечивая переправу наших подразделений. За время этих боёв он уничтожил вражеский прожектор, две огневые точки, отражал многочисленные контратаки и вместе с пехотой двигался вперёд, расширяя плацдарм. За успешное выполнение заданий при форсировании Днепра Указом Верховного Совета СССР от 19 марта 1944 года сержант Юдин был удостоен звания Героя Советского Союза (медаль за № 2693).
23 февраля 1945 года в одном из боёв на территории Силезии старший сержант Юдин был тяжело ранен в живот. Его доставили в 334-й отдельный медико-санитарный батальон 273-й стрелковой дивизии, развёрнутый в селе Шёнвассер (ныне это два польских села Карвяны и Коморовице в гмине Журавина Вроцлавского повята Нижнесилезского воеводства Польской Республики), где от полученных ран на следующий день скончался. Похоронен на Кутузовском мемориале в городе Болеславец на фронтовом воинском кладбище 1-го Украинского Фронта, рядом с могилой фельдмаршала Кутузова.

## Награды
- Медаль «Золотая Звезда» Героя Советского Союза (19.03.1944);
- Орден Ленина (19.03.1944);
- Орден Красной Звезды (2.11.1943);
- Медаль «За боевые заслуги»;
- Медаль «За оборону Сталинграда».

## Память
- Имя Героя носит переулок в селе Сива на родине И. Д. Юдина.
- В посёлке Кез Удмуртской Республики в честь Героя Советского Союза И. Д. Юдина названы улица и переулок.[5]
- В посёлке Кез, рядом с территорией льнозавода, где работал И. Д. Юдин, установлен обелиск[6][7].